# محتوای فنولی در شراب

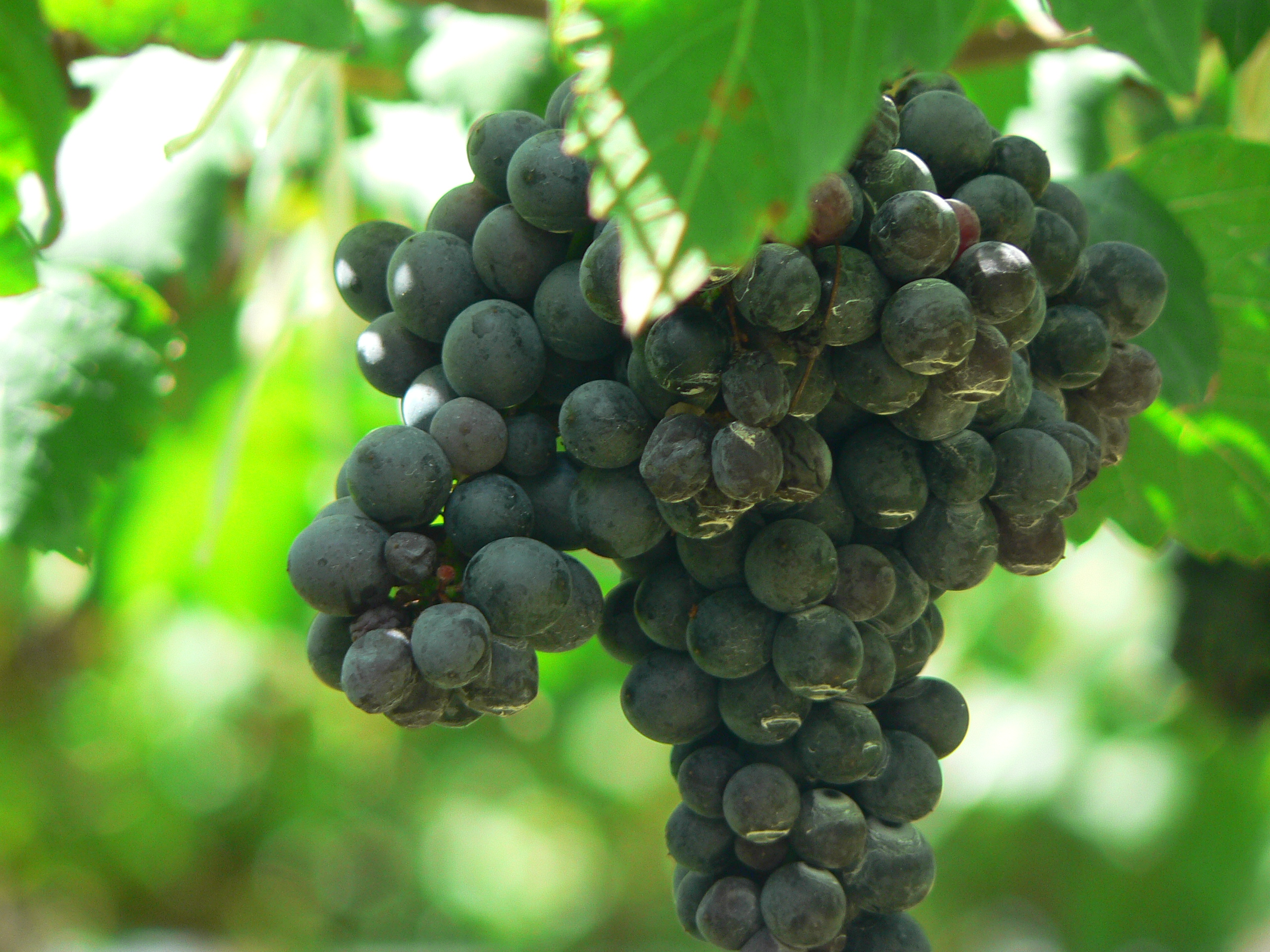
ترکیبات فنلی موجود در انگور شیراز به طعم، رنگ و طعم شراب کمک می‌کند.

محتوای فنولی در شراب به ترکیبات فنولی، فنول طبیعی و پلی فنول در شراب اشاره دارد که شامل گروه بزرگی از چند صد ترکیب شیمیایی است که بر طعم، رنگ و حس دهان شراب تأثیر می‌گذارد. این ترکیبات شامل اسیدهای فنولیک، استیل‌بنوئیدها، فلاونول‌ها، دی‌هیدروفلاونول‌ها، آنتوسیانین‌ها، مونومرهای فلاوانول (کاتچین‌ها) و پلیمرهای فلاوانول (پروآنتوسیانیدین‌ها) هستند. این گروه بزرگ از فنل‌های طبیعی را می‌توان به‌طور کلی به دو دسته فلاونوئیدها و غیر فلاونوئیدها تقسیم کرد. فلاونوئیدها شامل آنتوسیانین‌ها و تانن‌ها هستند که به رنگ و حس شراب کمک می‌کنند. غیر فلاونوئیدها شامل استیلبنوئیدها مانند رسوراترول و اسیدهای فنولیک مانند اسیدهای بنزوئیک، کافئیک و سینامیک هستند.